# Гросальмероде
Гросальмероде (нім. Großalmerode) — місто в Німеччині, знаходиться в землі Гессен. Підпорядковується адміністративному округу Кассель. Входить до складу району Верра-Майснер.
Площа — 37,62 км2. Населення становить 6323 ос. (станом на 31 грудня 2020).